# Gotyko-antykwa
Gotyko-antykwa – jedna z odmian pisma bastardowego, ukształtowana w Italii w XIV-XV wieku. Jest to pismo ręczne, tworzone za pomocą energicznych, szerokich pociągnięć pióra. Charakteryzuje się większym zaokrągleniem w stosunku do minuskuły gotyckiej, większymi wydłużeniami górnych liter, oraz szeroką interlinią.